# اعباسيين (اهبارن)
اعباسيين هو دُوَّار يقع بجماعة أكلموس، إقليم خنيفرة، جهة بني ملال خنيفرة في المملكة المغربية. ينتمي الدوّار لمشيخة اهبارن التي تضم 12 دوار. يقدر عدد سكانه بـ 440 نسمة حسب الإحصاء الرسمي للسكان والسكنى لسنة 2004.

## روابط خارجية
- البوابة الوطنية للجماعات الترابية
- المندوبية السامية للتخطيط